# Ohne

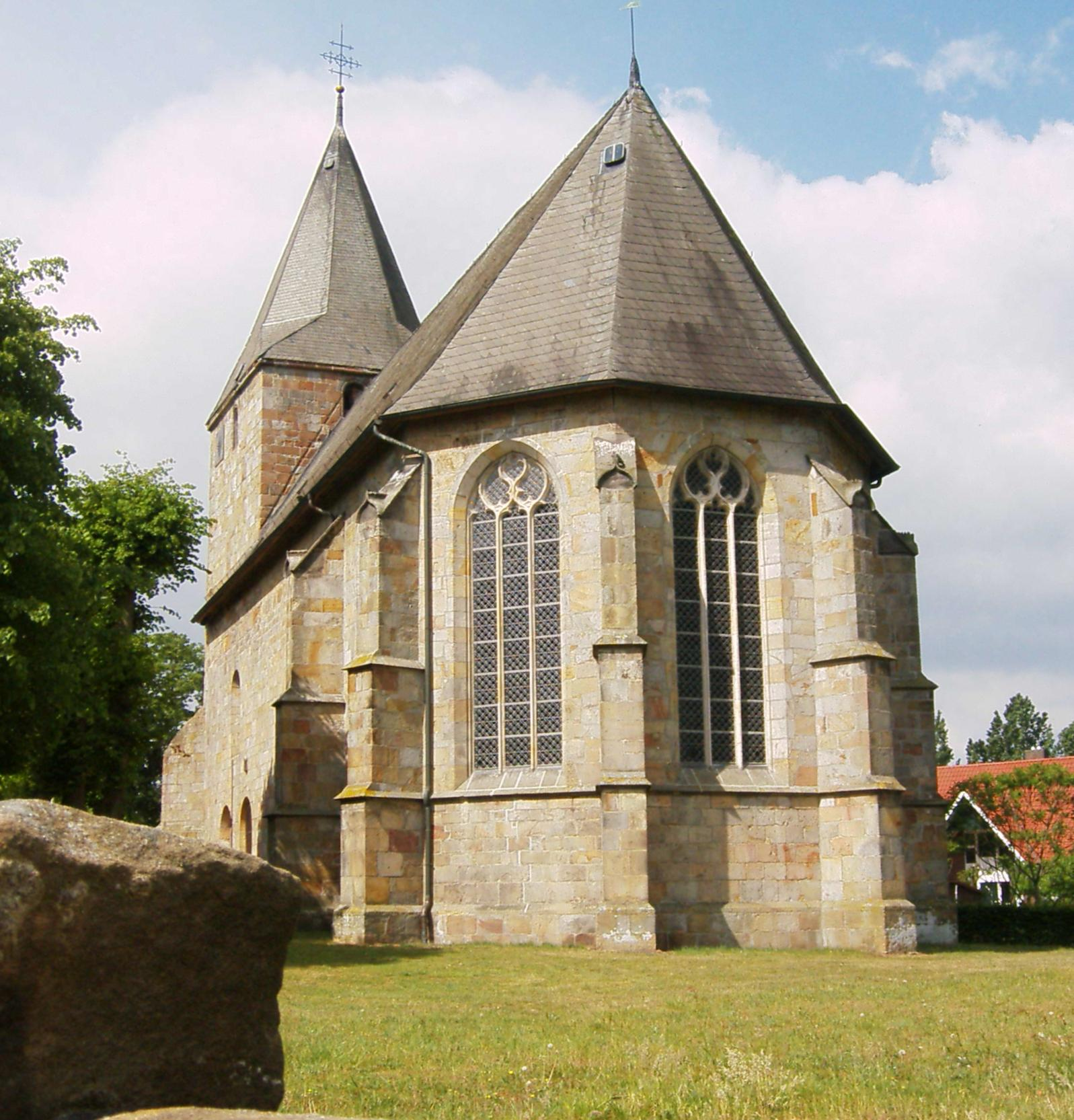
Nhà thờ ở Ohne

Ohne là một đô thị thuộc huyện Grafschaft Bentheim trong bang Niedersachsen, nước Đức. Đô thị Ohne có diện tích 9 km².
Ohne nằm giữa Nordhorn và Steinfurt tại biên giới với Nordrhein-Westfalen. Cộng đồng này thuộc Cộng đồng chung (Samtgemeinde) Schüttorf.
Các khu vực giáp ranh: Samern, Suddendorf, Brechte và Wettringen.